# Barbara Stesłowicz
Barbara Stesłowicz (ur. 30 sierpnia 1936 we Lwowie, zm. 24 października 2023) – polska aktorka teatralna i filmowa.

## Kariera
Barbara Stesłowicz urodziła się we Lwowie w 1936 roku, jej debiut teatralny miał miejsce 14 listopada 1958 roku rolą Konstancji w "Niezwykłej historii" Carla Goldoniego w reż. Jana Orszy. W trakcie swojej kariery scenicznej zagrała 123 role. Występowała w teatrach: Dolnośląskich w Jeleniej Górze-Wałbrzychu (1958-60), im. Osterwy w Gorzowie Wielkopolskim (1960-61), Rozmaitości we Wrocławiu (1961-67), Ludowym w Krakowie - Nowej Hucie (1967-74, 1976-92), Bagatela w Krakowie (1974-76). Poza teatrem występowała zarówno w filmie jak i telewizji, gdzie przeważnie występowała w spektaklach telewizyjnych. 
Zmarła 24 października 2023 roku, w wieku 87 lat. Pożegnanie aktorki odbyło się 8 listopada 2023 roku o godz. 12 w domu pogrzebowym przy ul. Rakowickiej 26 A w Krakowie, artystka została pochowana w Sopocie.

## Filmografia
- 1966: Czterej pancerni i pies, jako Tamara, żołnierka radziecka
- 1966: Bumerang
- 1967: Morderca zostawia ślad, jako Regina, konfidentka gestapo, kochanka Romka
- 1976: Dulscy
- 1976: Wszyscy mówią prawdę (spektakl telewizyjny), jako Flora Biggs
- 1977: Legenda o Putyfarze (spektakl telewizyjny), jako Tabubu, Murzynka czarownica
- 1978: Wysokie loty, jako gość na przyjęciu u Matusiaka
- 1983: Zamiana (spektakl telewizyjny)
- 1983: Opowieści lasku Wiedeńskiego (spektakl telewizyjny), jako Waleria
- 1984: Pobojowisko, jako barmanka
- 1987: W małym domku (spektakl telewizyjny), jako Notariuszowa
- 1991: Wyprawa profesora Tarantogi (spektakl telewizyjny), jako sprzątaczka
- 1993: Poskromienie złośnicy (spektakl telewizyjny)

## Nagrody i wyróżnienia
- 1986: Srebrny Krzyż Zasługi
- 2008: Brązowy Medal "Zasłużony Kulturze - Gloria Artis"
- 2009: Odznaka „Honoris Gratia”

## Biografia
- Barbara Stesłowicz w bazie  filmpolski.pl
- Barbara Stesłowicz w bazie Filmweb
- Barbara Stesłowicz w bazie IMDb (ang.)